# 羽前椿站
羽前椿站（日语：／ Uzen-Tsubaki eki */?）是位於山形縣西置賜郡飯豐町大字椿1974番2號，東日本旅客鐵道（JR東日本）的米坂線車站。此站設有列車以此為終點站和起點站。

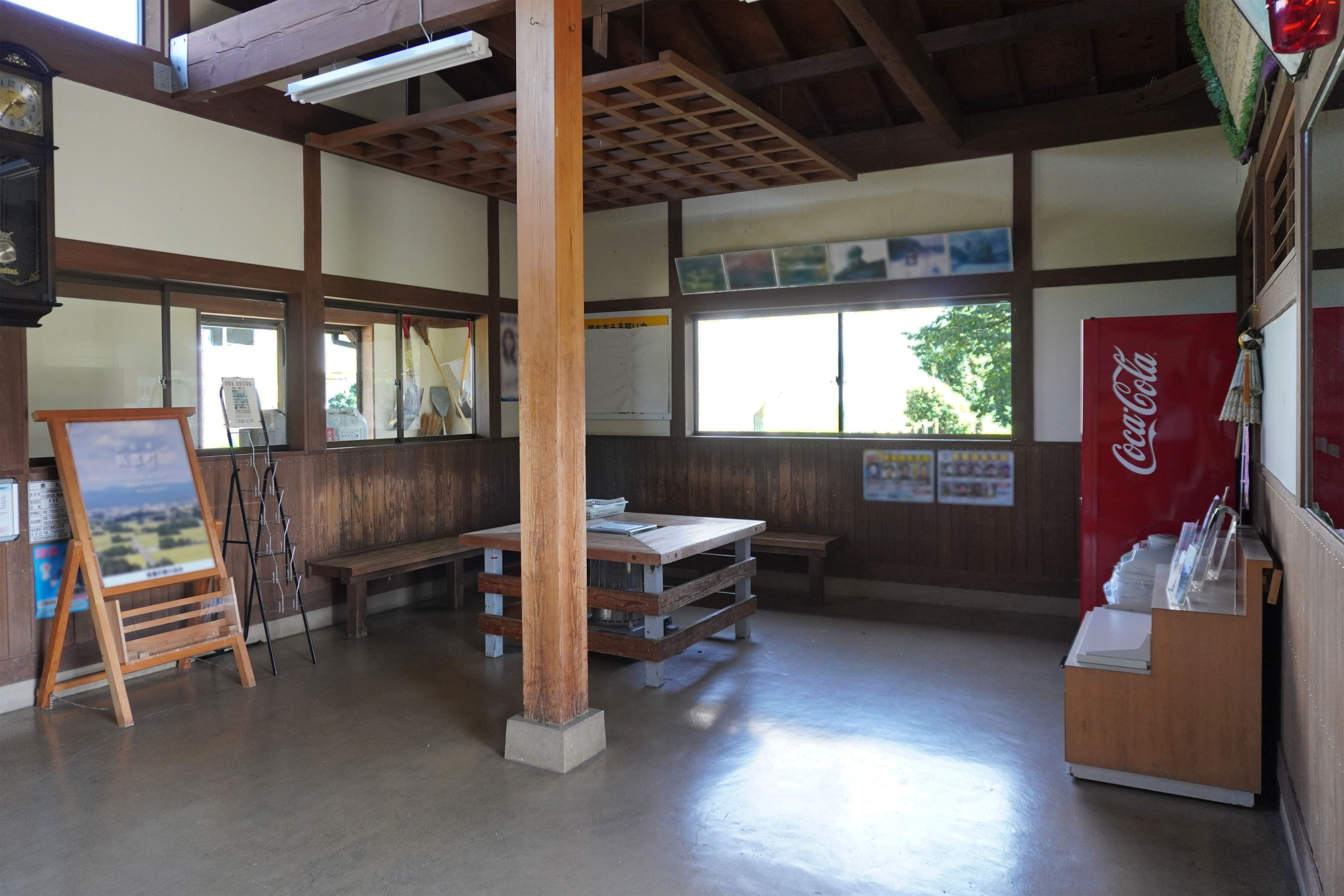
車站內部(2023年7月)

## 歷史
- 1931年（昭和6年）8月10日：米坂東線今泉至手之子之間開通，此站啟用。
- 1983年（昭和58年）2月28日：成為業務委託車站。
- 1985年（昭和60年）3月14日：成為簡易委託車站。
- 1987年（昭和62年）4月1日：伴隨國鐵分割民營化，車站由東日本旅客鐵道（JR東日本）營運。
- 1995年（平成7年）12月：現時的車站大樓落成啟用。

## 車站構造

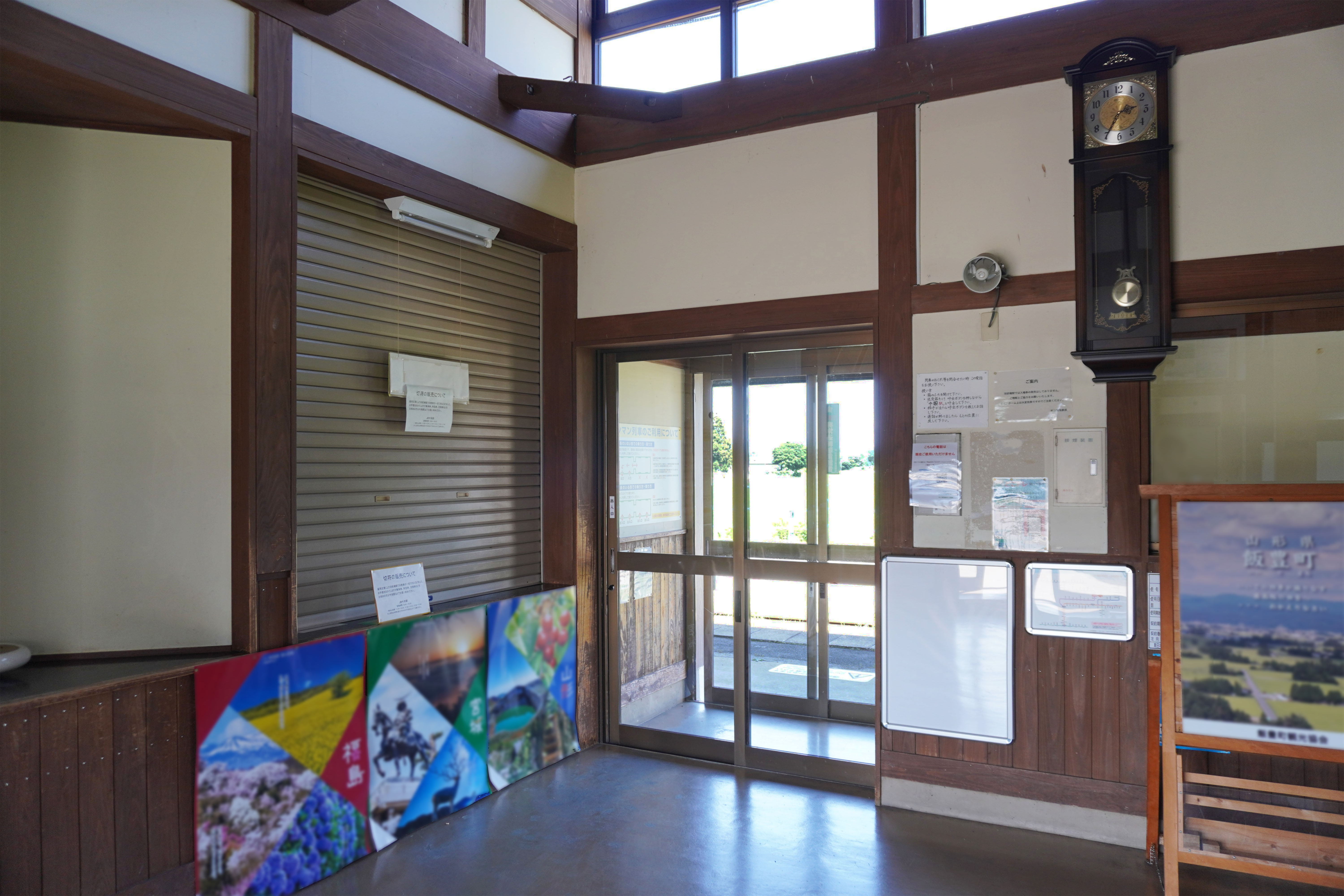
驗票口(2023年7月)

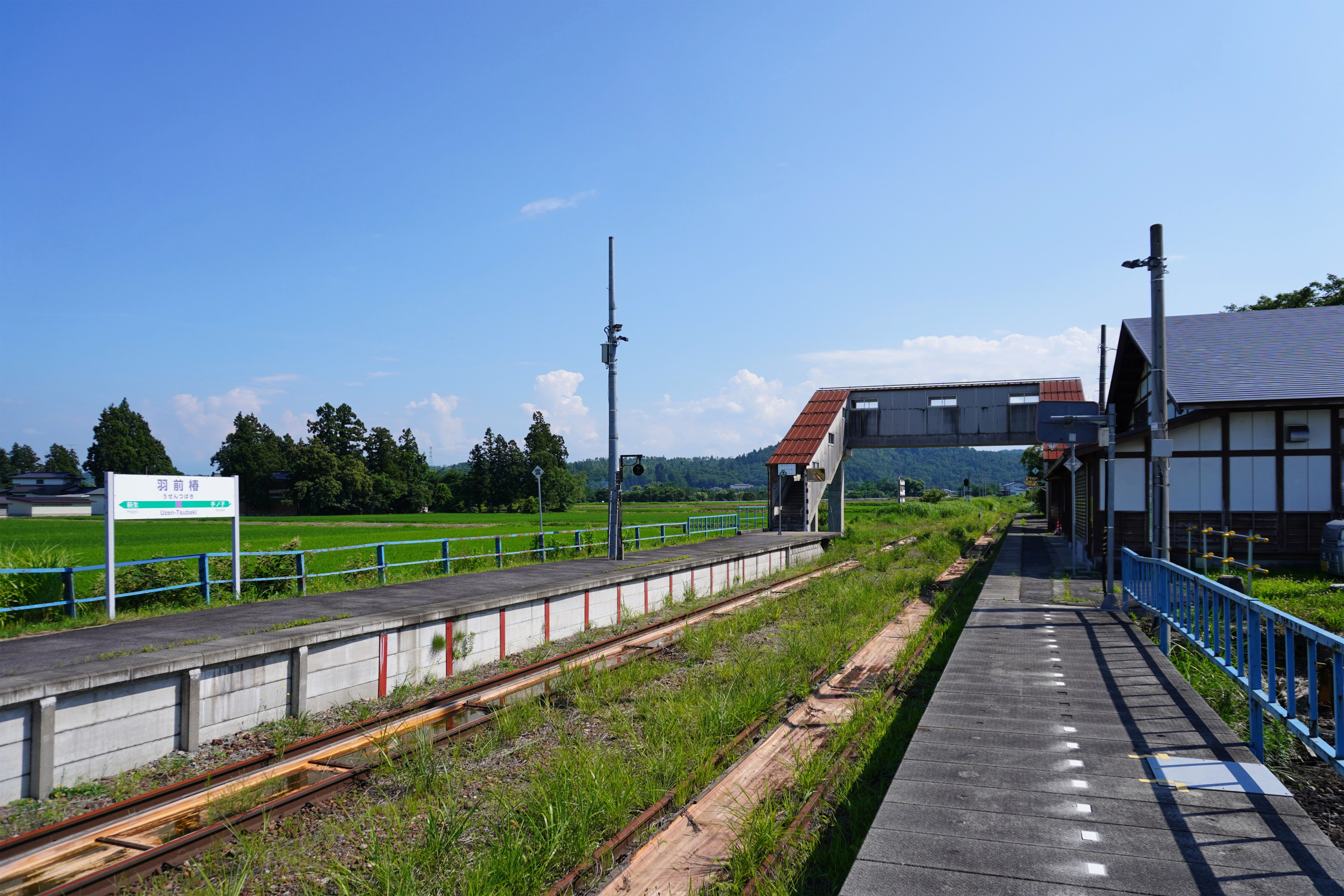
月台(2023年7月)

車站是一座地面車站，設有2面2線的相對式月台。各月台之間設有跨線橋連接。
此站是由小國站管理的簡易委託車站。車站大樓內設有飯豐町觀光協會事務所，而觀光協會職員會兼任售票業務。在車站內設有休息處（候車室）、售票處（設有POS終端）、自動售票機和公共廁所。在星期六、日和假日售票處不會營業。
每日設有3班往返列車班次折返往米澤方向。

### 月台
| 月台 | 路線    | 上下行 | 方向     |
| ---- | ------- | ------ | -------- |
| 1    | ■米坂線 | 上行   | 米澤方向 |
| 2    | ■米坂線 | 下行   | 坂町方向 |

參考

## 使用狀況
根據「JR東日本」的資料，在2019年度（令和元年度）1日平均乘車人次為26人。
在2013年度（平成25年度），由於山形縣立置賜農業高等學校飯豐分校與本校合併，使學生客大幅減少。
| 乘車人次變化       | 乘車人次變化     | 乘車人次變化    |
| 年度               | 1日平均 乘車人次 | 參考資料        |
| ------------------ | ---------------- | --------------- |
| 2000年（平成12年） | 114              | [ 利用客数 2 ]  |
| 2001年（平成13年） | 96               | [ 利用客数 3 ]  |
| 2002年（平成14年） | 101              | [ 利用客数 4 ]  |
| 2003年（平成15年） | 100              | [ 利用客数 5 ]  |
| 2004年（平成16年） | 97               | [ 利用客数 6 ]  |
| 2005年（平成17年） | 87               | [ 利用客数 7 ]  |
| 2006年（平成18年） | 66               | [ 利用客数 8 ]  |
| 2007年（平成19年） | 68               | [ 利用客数 9 ]  |
| 2008年（平成20年） | 67               | [ 利用客数 10 ] |
| 2009年（平成21年） | 71               | [ 利用客数 11 ] |
| 2010年（平成22年） | 73               | [ 利用客数 12 ] |
| 2011年（平成23年） | 83               | [ 利用客数 13 ] |
| 2012年（平成24年） | 86               | [ 利用客数 14 ] |
| 2013年（平成25年） | 44               | [ 利用客数 15 ] |
| 2014年（平成26年） | 37               | [ 利用客数 16 ] |
| 2015年（平成27年） | 35               | [ 利用客数 17 ] |
| 2016年（平成28年） | 27               | [ 利用客数 18 ] |
| 2017年（平成29年） | 21               | [ 利用客数 19 ] |
| 2018年（平成30年） | 25               | [ 利用客数 20 ] |
| 2019年（令和元年） | 26               | [ 利用客数 1 ]  |

## 車站周邊
- 國道113號（日语：国道113号）
- 道之驛飯豐（日语：道の駅いいで）
  - 城際巴士「Zao號（日语：Zao号）」停車站（「飯豐MESAMIES之里」巴士站）
- 飯豐町公所
- 椿簡易郵局
- 水芭蕉群生地 - 步行30分鐘
- MESAMIES之里士多啤梨園 - 步行30分鐘
- 飯豐町立飯豐中學
- 飯豐町立飯豐第二小學
- 長井警署（日语：長井警察署）飯豐駐在所

## 相鄰車站
東日本旅客鐵道（JR東日本）
■米坂線
□快速「紅花」、■普通
萩生－羽前椿－手之子

## 注腳

### 使用狀況
1. 1 2  . 東日本旅客鉄道.   [2020-07-18]. （原始内容存档于2020-07-10） （日语）.
2. ↑  . 東日本旅客鉄道.   [2019-02-23]. （原始内容存档于2018-02-13） （日语）.
3. ↑  . 東日本旅客鉄道.   [2019-02-23]. （原始内容存档于2019-04-02） （日语）.
4. ↑  . 東日本旅客鉄道.   [2019-02-23]. （原始内容存档于2019-04-02） （日语）.
5. ↑  . 東日本旅客鉄道.   [2019-02-23]. （原始内容存档于2019-04-02） （日语）.
6. ↑  . 東日本旅客鉄道.   [2019-02-23]. （原始内容存档于2019-04-02） （日语）.
7. ↑  . 東日本旅客鉄道.   [2019-02-23]. （原始内容存档于2017-08-08） （日语）.
8. ↑  . 東日本旅客鉄道.   [2019-02-23]. （原始内容存档于2019-03-27） （日语）.
9. ↑  . 東日本旅客鉄道.   [2019-02-23]. （原始内容存档于2017-08-08） （日语）.
10. ↑  . 東日本旅客鉄道.   [2019-02-23]. （原始内容存档于2019-04-02） （日语）.
11. ↑  . 東日本旅客鉄道.   [2019-02-23]. （原始内容存档于2019-04-02） （日语）.
12. ↑  . 東日本旅客鉄道.   [2019-02-23]. （原始内容存档于2016-03-27） （日语）.
13. ↑  . 東日本旅客鉄道.   [2019-02-23]. （原始内容存档于2019-03-26） （日语）.
14. ↑  . 東日本旅客鉄道.   [2019-02-23]. （原始内容存档于2019-04-02） （日语）.
15. ↑  . 東日本旅客鉄道.   [2019-02-23]. （原始内容存档于2016-03-04） （日语）.
16. ↑  . 東日本旅客鉄道.   [2019-02-23]. （原始内容存档于2019-03-26） （日语）.
17. ↑  . 東日本旅客鉄道.   [2019-02-23]. （原始内容存档于2017-08-12） （日语）.
18. ↑  . 東日本旅客鉄道.   [2019-02-23]. （原始内容存档于2017-10-01） （日语）.
19. ↑  . 東日本旅客鉄道.   [2019-02-23]. （原始内容存档于2019-03-25） （日语）.
20. ↑  . 東日本旅客鉄道.   [2019-07-24]. （原始内容存档于2020-05-14） （日语）.

## 外部連結
- 車站資訊（羽前椿）：東日本旅客鐵道（日語）